# شبدر آبی
شبدر آبی یا شبدر چهارپر (نام علمی: Marsilea quadrifolia) نام یک گونه از تیره شبدرآبیان است.